# الديارة (حزم العدين)

تعديل مصدري - تعديل

الديارة محلة تابعة لقرية العقبة، التابعة لعزلة الشعاور بمديرية حزم العدين إحدى مديريات محافظة إب في الجمهورية اليمنية، بلغ تعداد سكانها 34 حسب تعداد اليمن لعام 2004.